# Championnat de France de football de deuxième division 1998-1999
Navigation
Division 2 1997-1998 Division 2 1999-2000
Cette page résume les résultats de la saison du Championnat de France de football Division 2 1998-1999 où 20 clubs y participent au lieu de 22. La compétition est remportée par l'AS Saint-Étienne.

## Les 20 clubs participants
- AC Ajaccio
- Amiens SC
- AS Beauvais
- SM Caen
- AS Cannes
- LB Châteauroux
- FC Gueugnon
- EA Guingamp
- Stade lavallois
- Le Mans UC
- Lille OSC
- OGC Nice
- Nîmes Olympique
- Chamois niortais FC
- AS Red Star
- AS Saint-Étienne
- CS Sedan-Ardennes
- ES Troyes AC
- ASOA Valence
- ES Wasquehal

## Classement
Victoire à 3 points
| Rang | Équipe              | Pts | J  | G  | N  | P  | Bp | Bc | Diff |
| ---- | ------------------- | --- | -- | -- | -- | -- | -- | -- | ---- |
| 1    | AS Saint-Étienne    | 68  | 38 | 18 | 14 | 6  | 56 | 38 | +18  |
| 2    | CS Sedan-Ardennes P | 66  | 38 | 18 | 12 | 8  | 59 | 31 | +28  |
| 3    | ES Troyes AC        | 64  | 38 | 17 | 13 | 8  | 48 | 31 | +17  |
| 4    | Lille OSC           | 64  | 38 | 19 | 7  | 12 | 45 | 35 | +10  |
| 5    | SM Caen             | 59  | 38 | 16 | 11 | 11 | 47 | 39 | +8   |
| 6    | FC Gueugnon         | 57  | 38 | 14 | 15 | 9  | 44 | 39 | +5   |
| 7    | EA Guingamp R       | 53  | 38 | 14 | 11 | 13 | 36 | 38 | -2   |
| 8    | LB Châteauroux R    | 52  | 38 | 12 | 15 | 11 | 38 | 38 | 0    |
| 9    | AC Ajaccio P        | 51  | 38 | 13 | 12 | 13 | 49 | 56 | -7   |
| 10   | Stade lavallois     | 50  | 38 | 12 | 14 | 12 | 37 | 35 | +2   |
| 11   | Chamois niortais FC | 48  | 38 | 11 | 15 | 12 | 41 | 40 | +1   |
| 12   | AS Cannes R         | 47  | 38 | 12 | 11 | 15 | 34 | 45 | -11  |
| 13   | Nîmes Olympique     | 46  | 38 | 11 | 13 | 14 | 49 | 46 | +3   |
| 14   | OGC Nice            | 46  | 38 | 11 | 13 | 14 | 31 | 34 | -3   |
| 15   | ES Wasquehal        | 45  | 38 | 11 | 12 | 15 | 35 | 41 | -6   |
| 16   | Amiens SC           | 44  | 38 | 11 | 11 | 16 | 39 | 43 | -4   |
| 17   | Le Mans UC          | 42  | 38 | 9  | 15 | 14 | 41 | 41 | 0    |
| 18   | ASOA Valence        | 40  | 38 | 10 | 10 | 18 | 41 | 56 | -15  |
| 19   | AS Red Star         | 39  | 38 | 9  | 12 | 17 | 52 | 72 | -20  |
| 20   | AS Beauvais         | 38  | 38 | 10 | 8  | 20 | 43 | 67 | -24  |

Promotions et relégations
- Promotion en Division 1 1999-2000
- Relégation en National 1999-2000
- Repêchage en Division 2 1999-2000

Abréviations
- P : Promu de National 1997-1998
- R : Relégué de Division 1 1997-1998

1. ↑  L'ASOA Valence est repêchée à la suite du refus de donner le statut professionnel au Gazélec Ajaccio.